# Deurali (Nawalparasi)
Pour les articles homonymes, voir Deurali.
Deurali (en népalais : देउराली) est un comité de développement villageois du Népal situé dans le district de Nawalparasi. Au recensement de 2011, il comptait 15 399 habitants.